# Mergey
Mergey é uma comuna francesa na região administrativa de Grande Leste, no departamento de Aube. Estende-se por uma área de 15,01 km². Em 2010 a comuna tinha 694 habitantes (densidade: 46,2 hab./km²).